# Kjell Espmark
Kjell Erik Espmark (Strömsund, Suecia, 19 de febrero de 1930 - 18 de septiembre de 2022) fue un poeta, novelista e historiador literario sueco. Miembro de la Academia Sueca de Literatura y profesor de historia de la literatura en la Universidad de Estocolmo. 

## Biografía
Kjell, estudió literatura en la Universidad de Estocolmo, donde desarrolló su carrera docente como catedrático de literatura (1978-1995).
Escribió su primera novela (1980), y el 5 de marzo de 1981 fue elegido miembro de la Academia Sueca, siendo admitido el 20 de diciembre de 1981. 
El profesor Kjell Espmark ocupaba el asiento N.º 16 de la Academia Sueca, que otorga el Premio Nobel de Literatura.

### Premios
- 1976: Premio Carl Emil Englund
- 1985: Premio Bellman
- 1989: Premio Kellgren
- 2000: De Nios Stora Pris la Samfundet De Nio
- 2010: Premio Tranströmer.

### Obras
Los trabajos literarios de Espmark incluyen: trece volúmenes de poesía, diez novelas y una colección de historias cortas. También escribió monografías sobre: Harry Martinson y Thomas Tranströmer y una autobiografía. SIDN han aparecido en alemán:
- El Premio Nobel de Literatura. Principios que sustentan las decisiones y las evaluaciones. Vandenhoeck & Ruprecht, 1988, ISBN 978-3-525012161.
- Los sobrevivientes no tienen tumbas. Henry Klein publicación de libros y arte, Münster 2008, ISBN 3-930754-38-X.
- Vintergata. Epifani-Vías Lácteas. Epifanías. Del sueco por Klaus-Jürgen Liedtke. Henry Klein libro y el arte editorial, Münster 2011, ISBN 978-3-930754-59-5.
- Robert Fulton: Cinco poetas suecos: Kjell Espmark, Lennart Sjögren, Ström Eva, Staffan Soderblom, Aspenström Werner . Norvik Press, Norwich, 1997, ISBN 978-1870041348.